# ITV
Az Independent Television (magyarul: Független Televízió, röviden: ITV), az Egyesült Királyság független televízióhálózata, Nagy-Britannia első kereskedelmi televíziója. Az 1954-ben létrehozott Independent Television Authority (Független Televíziós Hatóság) hozta létre, mint az első, BBC-től független kereskedelmi tévéhálózatot. Az 1990-es Műsorszolgáltatási törvény megjelenése óta hivatalosan Channel 3 néven ismert. A 3-as számnak valódi jelentése nincs, azon túl, hogy a csatornát megkülönböztesse a többi csatornától, a BBC egyes és kettes műsorától, valamint a Channel 4-tól. A választás azért esett a 3-as számra, mert a legtöbb háztartásban az ITV helyi adóját a harmadik helyre hangolták a nézők, míg a többi csatornát a számuk szerinti helyre hangoltak volna.
Az ITV struktúrája első ránézésre igen bonyolultnak tűnhet. Az ITV nem keverendő össze az ITV plc-vel, a Granada plc és Carlton Communications 2004. évi fúziója során létrejövő nagyvállalattal, mely a Channel 3 műsorszórási jogainak tulajdonosa Angliában, Walesben, a skót-angol határvidéken és a Man szigeten. Az ITV plc ezeken a területeken az ITV márkanév alatt működik.

## Szervezeti felépítés
Az ITV szervezeti felépítése gyakorlatilag az Egyesült Királyságban létező összes műsorszolgáltató struktúrájától különbözik. Az ITV-nek nincsen egy konkrét tulajdonosa, bár az elmúlt években majdnem eljutott idáig. Az Ofcom (Office of Communications, magyarul: Kommunikációs Hivatal), a tömegkommunikációért felelős kormányzati szerv összesen 15 vállalatot jogosít fel regionális "Channel 3" műsorszolgáltatás végzésére. E struktúra alapján nemcsak térben, hanem időben is eltérés van a szolgáltatások között. Így lehetséges, hogy a reggel 6.00-tól 9.25-ig tartó reggeli műsorért országosan egyetlen műsorszolgáltató felelős, de Londonra két műsorszolgáltató kapott franchise-jogot; egyikük a hétköznapi üzemeltetésre, másikuk a hétvégi üzemeltetésre. E két üzemeltetési jogra utoljára 1991-ben írtak ki pályázatot, azóta pedig a korábbi szerződéseket újítják meg.
Az ITV nagy részét kitevő ITV plc mellett az ITV alá tartozik az SMG plc, mely Skócia területén üzemeltet két csatornát, az UTV, mely Észak-Írország területén sugároz, illetve a Channel Television Ltd, mely a Csatorna-szigeteken felelős a műsorszolgáltatásért. Az előbb említett csatornák mindegyike az ITV név alatt végzi a műsorszolgáltatási tevékenységet. Az Ír Köztársaságban működő TV3 csatornában az ITV plc-nek 45%-os részesedése volt, így sok műsort átvettek az ITV anyavállalattól. Ezt a tulajdonrészt 2007-ben értékesítették, de a műsorok átvételéről szóló egyezmény még érvényben van. Mindezek mellett az UTV az Ír-sziget nagy részén fogható.
Ezeken túl a Channel 3 1983 óta birtokosa az országos reggeli műsorszolgáltatási franchise-nak, melyet jelenleg a GMTV tart fenn, illetve szerződéses kapcsolata van egy teletext szolgáltatóval.